# Ecopath

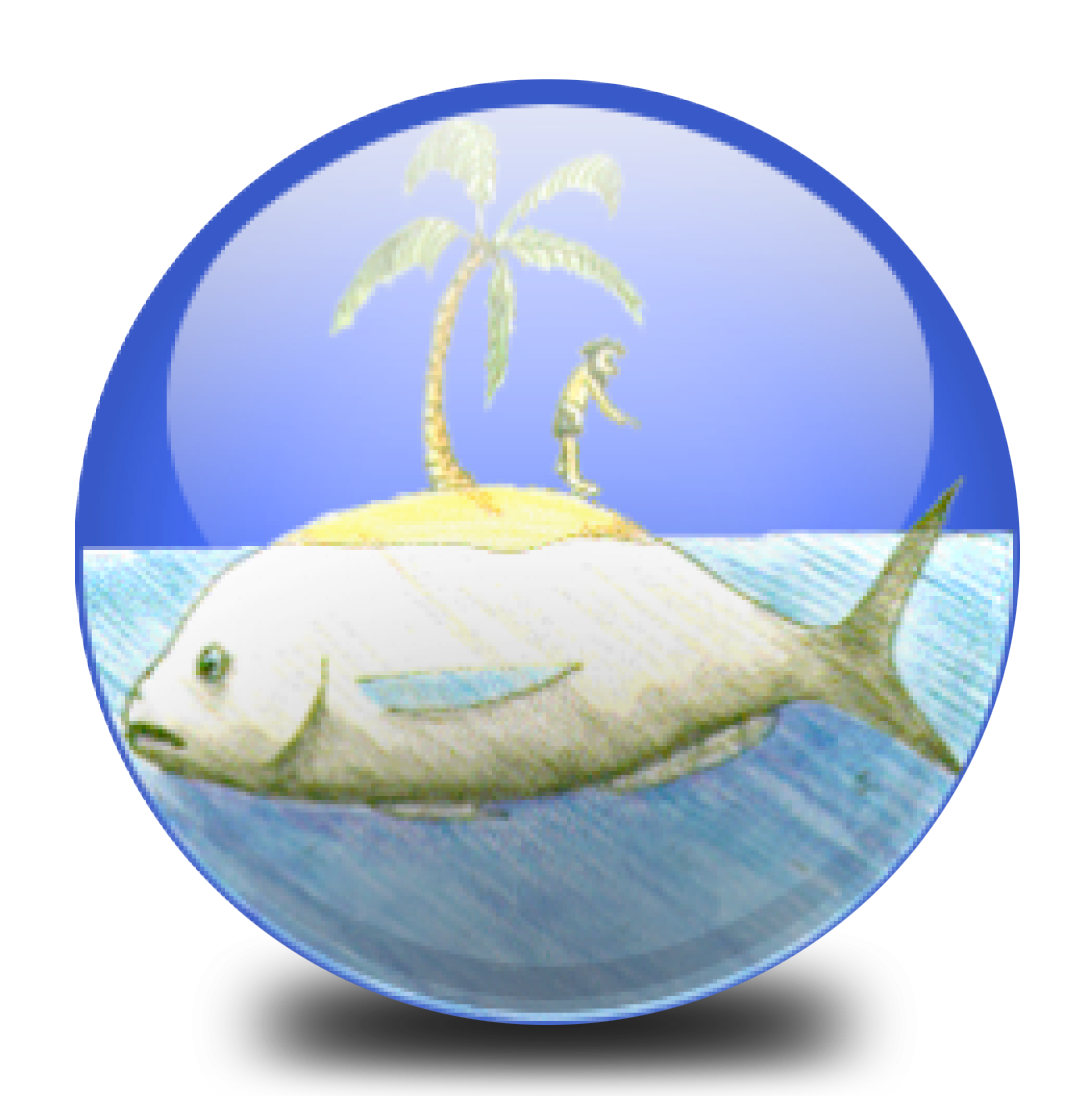
Ecopath con Ecosim 6 - Logo.

Ecopath con Ecosim (EwE) es un software suite de modelización de ecosistema libre suite, inicialmente empezado en NOAA por Jeffrey Polovina, pero desde entonces ha sido principalmente desarrollado en el UBC Fisheries Centro de la Universidad de Columbia Británica. En 2007,  es nombrado como uno de los diez más grandes científicos en la historia de 200 años. El NOAA declara que Ecopath “revolucionó a los científicos' para entender ecosistemas marinos complejos”. Detrás yacen más de dos décadas de trabajo de desarrollo en asociación con Villy Christensen, Carl Walters, Daniel Pauly, y otros ictiólogos, seguidos con la provisión de soporte de usuario, entrenando y co-colaboraciones de desarrollo. Para enero de 2012 hay 6000+ registró usuarios en 150+ países.

## Componentes
EwE Tiene tres componentes principales:
- Ecopath – Una instantánea estática, de masa equilibrado del sistema[3]
- Ecosim – módulo temporal de simulacro dinámico de exploración[4]
- Ecospace – Un módulo espacial y temporal dinámico principalmente diseñado para explorar impacto y lugar de protección de áreas.[5]

## Capacidades
El paquete de software 728675923 puede ser usado:
- Dirigir cuestiones ecológicas[6]
- Evaluar efectos de ecosistema de pescar[7]
- Explorar opciones de política de la administración[8]
- Analizar impacto y lugar de protección de áreas marinas[9]
- Pronosticar movimiento y acumulación de contaminantes y trazas (Ecotracer)[10]
- Efecto de modelo de cambios ambientales,[11][12]
- Facilitar construcción de modelos de ecosistema

La versión de Ecopath con Ecosim carreras sólo corre Windows y requiere Acces de Microsoft versión 2007 o más nuevo. El núcleo computacional de Ecopath con Ecosim puede ser ejecutado en otros sistemas operativos como Unix o Linux que utilizan el Mono lengua común runtime.
La versión desarrollada en Ecopath versión 6 recibió soporte del Lenfest Programa de Océano y el Pew confianzas Benéficas. En 2011 el Ecopath Búsqueda y Consorcio de Desarrollo estuvo fundado para compartir la responsabilidad de mantener y más allá desarrollando la aproximación con instituciones alrededor del mundo.